# OH 24

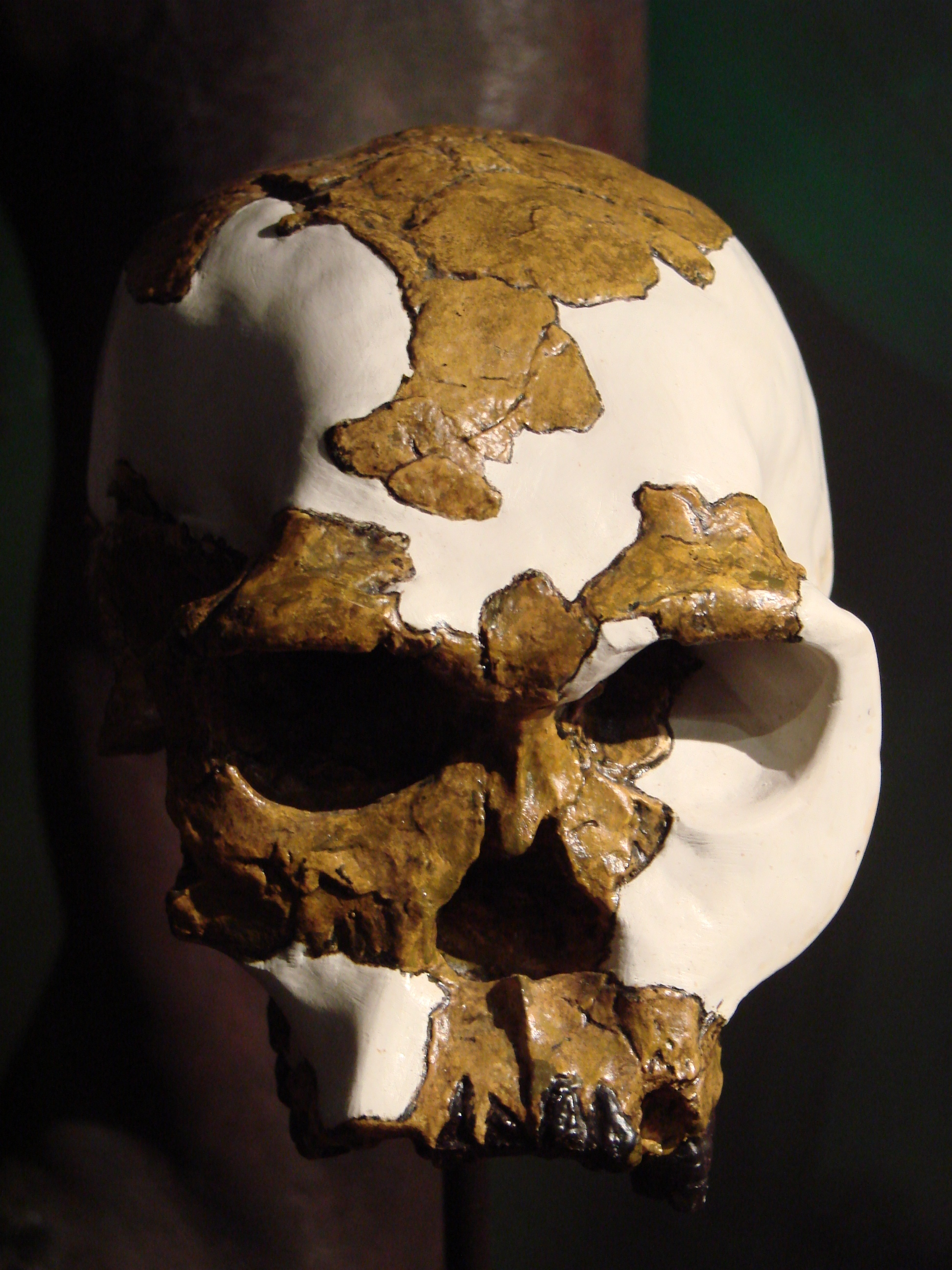
Il cranio OH 24 conservato all'Università di Zurigo.

OH 24 (abbreviazione di Olduvai Hominid № 24), è un cranio fossile, appartenente a un Homo habilis. È stato ritrovato nel 1968 da Peter Nzube nella Gola di Olduvai, in Tanzania. La sua età è stimata in 1,8 milioni di anni.

## Descrizione
Al momento del ritrovamento, il cranio era fracassato e quasi appiattito; per questo fu soprannominato Twiggy, dal nome di una famosa e magrissima modella inglese di quel tempo. Il reperto era cementato assieme a un blocco di calcare.
Inizialmente, c'era poco interesse per la scoperta del cranio, ma dopo molti sforzi per la sua ricostruzione da parte dello scienziato Ron Clarke, il fossile fu esaminato con maggior interesse. La piccola capacità cranica stimata in 590-600 cc, in parte è stata attribuita alla distorsione cranica.